# Apazapan
Apazapan är en kommun i Mexiko.   Den ligger i delstaten Veracruz, i den sydöstra delen av landet, 260 km öster om huvudstaden Mexico City. Antalet invånare är 3 534. Arean är 67 kvadratkilometer.
Terrängen i Apazapan är kuperad åt sydväst, men åt nordost är den platt.
Följande samhällen finns i Apazapan:
- Cerro Colorado
- Nuevo Amelco